# Michael Moore
Michael Francis Moore (23. travnja 1954., Michigan SAD) američki pisac, filmski redatelj i producent. Redatelj je dokumentarnih filmova: Ludi za oružjem, Fahrenheit 9/11, Bolesno, Kapitalizam, ljubavna priča koji su postali najgledaniji dokumentarni filmovi svih vremena.
Moore sam sebe opisuje kao liberala, kritizira globalizaciju, velike korporacije, oružje, rat u Iraku, bivšeg predsjednika Amerike George W. Busha, američki zdravstveni i bankarski sustav. Time magazin proglasio ga je 2005. godine jednim od 100 najutjecajnijih ljudi na svijetu.
Režirao je glazbene spotove za pjesme  "Sleep Now in the Fire i Testifys albuma The Battle of Los Angeles sastava Rage Against the Machine.

## Najpoznatiji filmovi:
- Roger & Me (1989.)
- Canadian Bacon (1995.)
- The Big One (1997.)
- And Justice for All (1998.) (TV)
- Bowling for Columbine (Ludi za oružjem)(2002.)
- Fahrenheit 9/11 (2004.)
- Sicko (Bolesno) (2007.)
- Captain Mike Across America (2007.)
- Slacker Uprising (2008.)
- Capitalism: A Love Story (Kapitalizam: ljubavna priča)(2009.)
- Where to Invade Next (2015.)

## Vanjske poveznice
- Službena stranica (engl.)